# Hôtel d'Hocqueville
L'hôtel d'Hocqueville est un hôtel particulier de Rouen, sis au 1 rue Faucon.

## Histoire
L'hôtel a été édifié en 1657 pour Pierre de Becdelièvre, seigneur d'Hocqueville et premier président à la Cour des aides de Rouen.
L'hôtel, acheté par la Ville de Rouen en 1936, accueille le conservatoire de Rouen puis, depuis 1984, le musée de la Céramique de Rouen.
Il est inscrit au titre des monuments historiques par arrêté du 8 avril 1935 pour certains de ses intérieurs (escaliers, salon) et classé arrêté du 28 juillet 1937 pour ses façades et toitures.

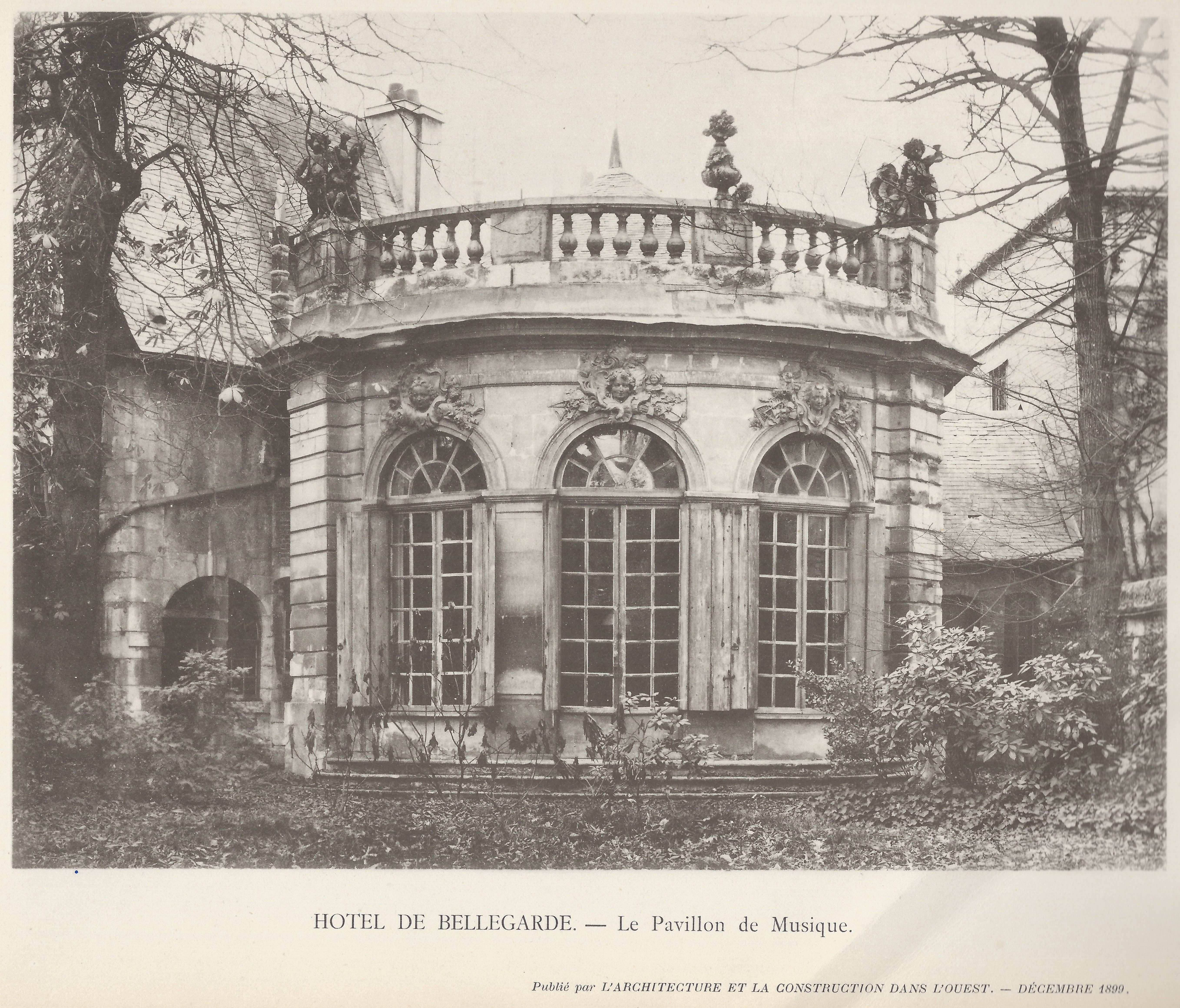
Hôtel de Bellegarde - Le pavillon de Musique en 1899.